# PSMF1
PSMF1‏ (Proteasome inhibitor subunit 1) هوَ بروتين يُشَفر بواسطة جين PSMF1 في الإنسان.